# Strajk w fabryce Cegielskiego (1872)
Strajk w Poznaniu w 1872 – strajk, który miał miejsce w Poznaniu, w fabryce Hipolita Cegielskiego, 15 kwietnia 1872 i był pierwszym strajkiem w tych zakładach.
Postulatami strajkujących robotników było skrócenie czasu pracy do dziesięciu godzin dziennie oraz podniesienia płac o 25%. Zachowawcza postawa ugodowego związku zawodowego spowodowała nawiązanie rozmów z kierownictwem zakładu i odstąpienie od żądań płacowych. Centrala związkowa w Berlinie nie zgodziła się też na pomoc finansową strajkującym. W związku z tym, po rozmowach w restauracji Filipowicza na Małych Garbarach 7, 16 kwietnia przystąpiono do pracy akceptując spełnienie przez pracodawcę jedynie postulatu dotyczącego czasu pracy.